# أولاد لعموري (أولاد حاجي)
أولاد لعموري هو دُوَّار يقع بجماعة بني كيل، إقليم فكيك، جهة الشرق في المملكة المغربية. ينتمي الدوّار لمشيخة أولاد حاجي التي تضم دوارين. يقدر عدد سكانه بـ 560 نسمة حسب الإحصاء الرسمي للسكان والسكنى لسنة 2004.

## روابط خارجية
- البوابة الوطنية للجماعات الترابية
- المندوبية السامية للتخطيط